# Hájske
Hájske est un village de Slovaquie situé dans la région de Nitra.

## Histoire
Première mention écrite du village en 1113.

## Démographie

### Évolution de la population
| Année:               | 1994. | 2004.   | 2014.   | 2024.   |
| -------------------- | ----- | ------- | ------- | ------- |
| Nombre de personnes: | 1374  | 1365    | 1323    | 1315    |
| Différence:          |       | -0,65 % | -3,07 % | -0,60 % |

| Année:               | 2023. | 2024.   |
| -------------------- | ----- | ------- |
| Nombre de personnes: | 1324  | 1315    |
| Différence:          |       | -0,67 % |